# Лауттаранта
Лауттаранта (фин. Lauttaranta, швед. Färjstranden) — один из районов города Турку, входящий в территориальный округ Хирвенсало-Какскерта.

## Географическое положение
Район расположен в северной прибрежной части острова Хирвенсало, выходя к Архипелаговому морю. В районе расположен единственный автодорожный мост, соединающий территориальный округ с районом Пихлаяниеми.

## Население
Район относится к малозаселённым. В 2004 году численность населения составляла 236 человек, из которых дети моложе 15 лет — 15,25 %, а старше 65 лет — 12,71 %. Финским языком в качестве родного владели 92,37 %, шведским — 7,63 %, другими — 0,79 % населения района.